# Monmouth-Klasse
Die Monmouth-Klasse war eine Klasse von insgesamt zehn 9.800 Tonnen schweren Panzerkreuzern der Royal Navy, benannt nach der Stadt Monmouth in Wales beziehungsweise des ersten Typschiffes. Die Klasse war aber auch als County-Klasse bekannt, da alle Schwesterschiffe nach britischen Grafschaften benannt wurden.

## Geschichte

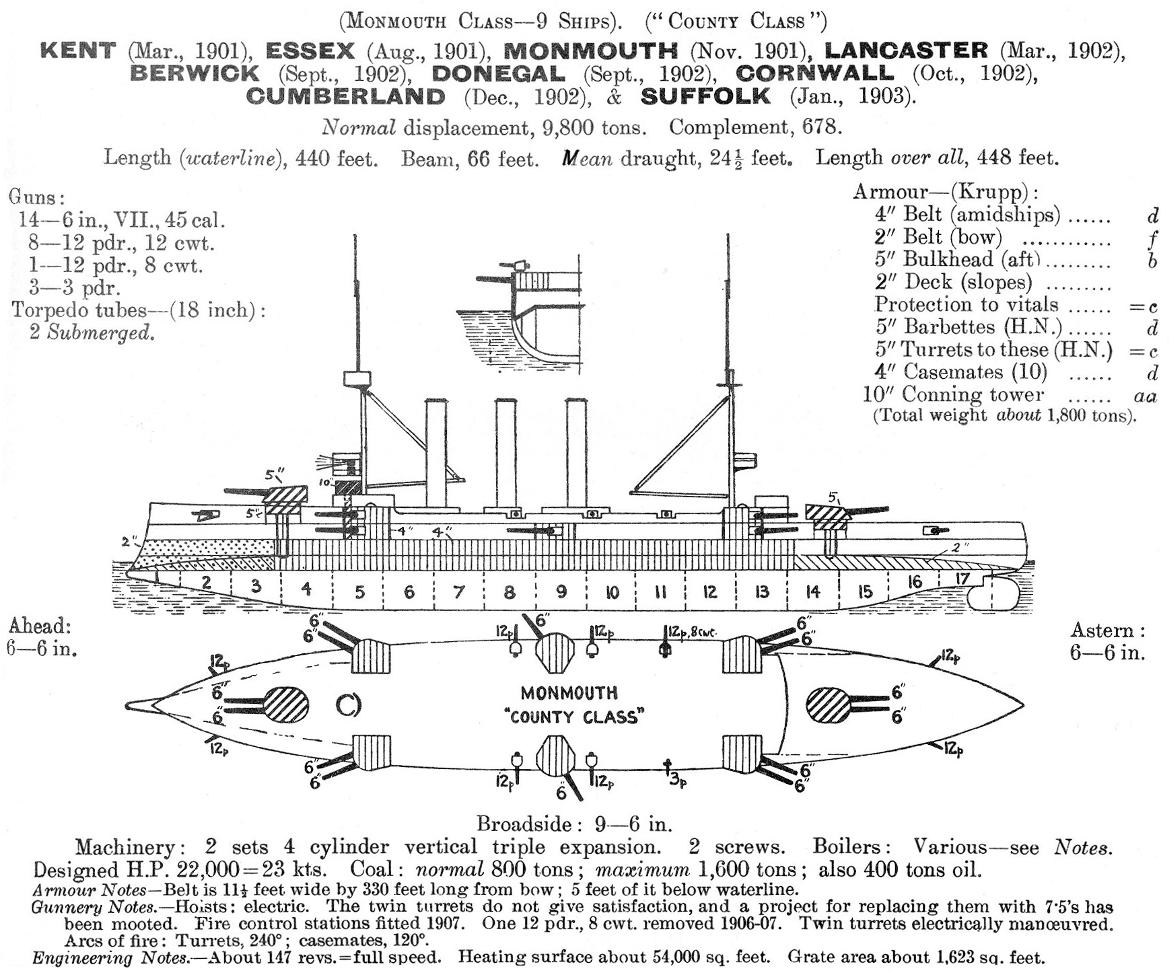
Plan der Monmouth-Klasse

Das Typschiff Monmouth und ihre Schwesterschiffe Bedford, Essex, Kent, Berwick, Cornwall, Cumberland, Donegal, Lancaster und Suffolk waren mit vierzehn 6-inch-(15,2-cm)-Geschützen vom Typ Mk VII und Mk VIII relativ schwach bewaffnet. Vier Geschütze waren in Doppeltürmen an Bug und Heck platziert. Einziger Unterschied zwischen Mk.VII und Mk.VIII war, dass bei Mk.VIII der Verschluss nach links statt nach rechts öffnete. Die Mk.VIII wurden als linkes Rohr in die Doppeltürme eingebaut, was das Nachladen erleichterte, da die Verschlüsse zu den Turmwänden hin wegschwenkten. Die restlichen Geschütze der Hauptbewaffnung befanden sich in Kasematten entlang der Rumpfseiten. Von diesen waren nur die vier oberen in den Doppelkasematten auch bei schwerer See einsetzbar. Darüber hinaus verfügten die Schiffe über zehn 12-pdr-(7,62-cm)-Schnellfeuergeschütze, drei 3-pdr-(4,7-cm)-Schnellfeuergeschütze und zwei 18-Zoll-(45,7-cm)-Breitseittorpedorohre.

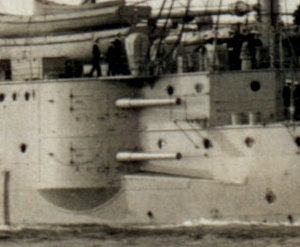
Die ungünstige Kasemattenanordnung

Die vorausgehenden Panzerkreuzer der Drake- und Cressy-Klasse verfügten über zwei einzelne 9,2-inch-(23,4-cm)-Geschütze an Bug und Heck. Jackie Fisher sagte, „dass Sir William White die County-Klasse konstruiert, aber Geschütze vergessen habe.“ Zudem waren die Schiffe relativ leicht gepanzert. Sie waren der Versuch, kleinere Panzerkreuzer in größeren Mengen zu bauen. Sie waren mehr als 4.000 ts kleiner als die vorangehende Drake-Klasse bei gleicher Geschwindigkeit. Den Dreischornstein-Kreuzern folgten die wieder größeren Panzerkreuzer der Devonshire-Klasse mit vier Schornsteinen und 7,5-inch-(19-cm)-Geschützen.
Die konstruktiven Schwächen der Klasse waren schwache Hauptbewaffnung, eingeschränkte Nutzbarkeit der Kasemattgeschütze und eine schwache Panzerung, die von großkalibrigen Projektilen leicht durchschlagen werden konnte.

## Die Schiffe der Monmouth- oder County-Klasse

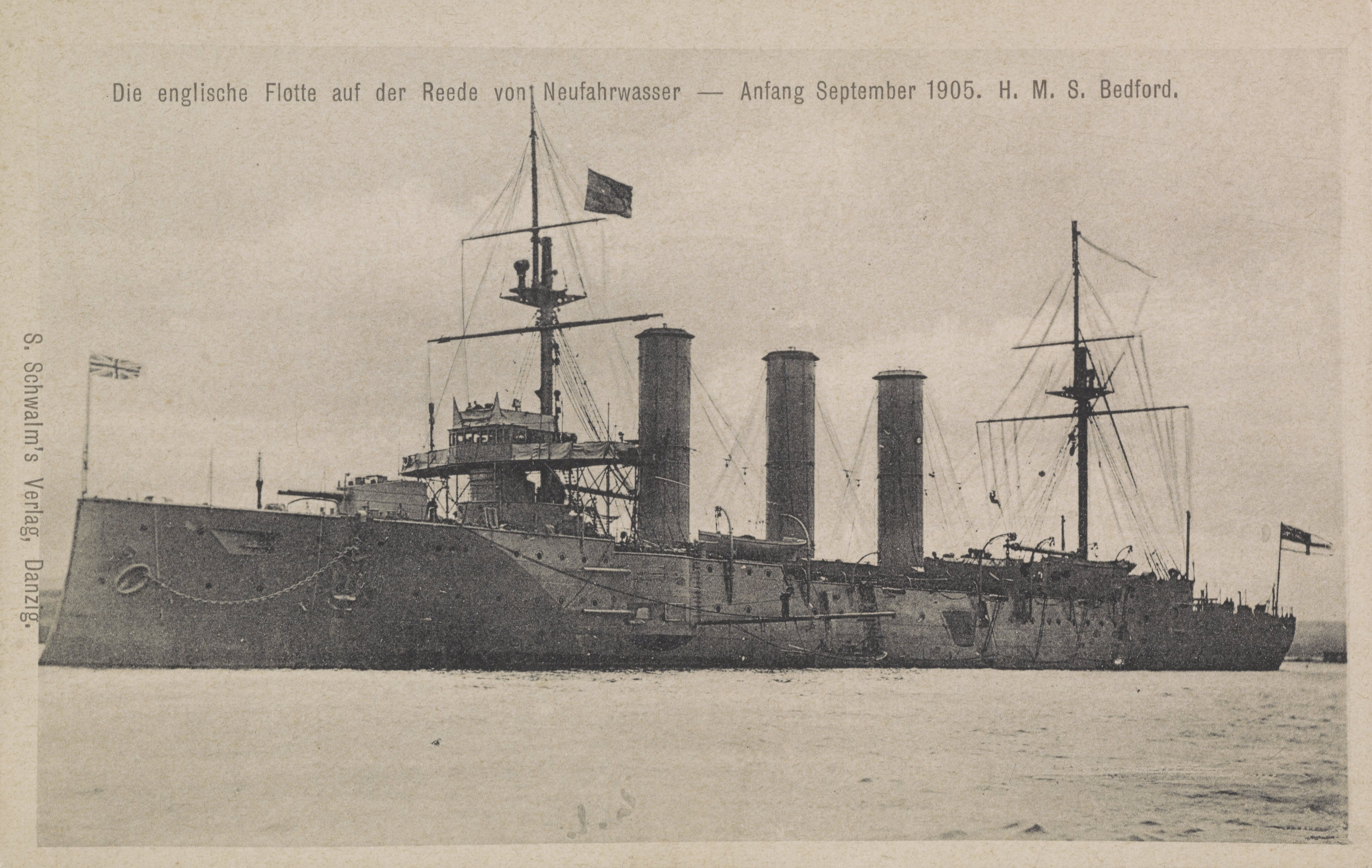
Postkarte: Die Bedford auf der Reede von Naufahrwasser – Anfang September 1905

| Name       | Werft                                | Maschine | Datum      | Datum      | Datum          | Datum                               |
| Name       | Werft                                | Maschine | Kiellegung | Stapellauf | Fertigstellung | Schicksal                           |
| ---------- | ------------------------------------ | -------- | ---------- | ---------- | -------------- | ----------------------------------- |
| Monmouth   | London & Glasgow Shipbuilding, Govan | Bauwerft | 29.08.1899 | 13.11.1901 | 2.12.1903      | 1.11.1914 versenkt bei Coronel      |
| Kent       | Portsmouth Dockyard                  | Hawthorn | 12.02.1900 | 6.03.1901  | 1.10.1903      | 6.20 verkauft zum Abbruch           |
| Essex      | Pembroke Dockyard                    | J. Brown | 1.01.1900  | 29.08.1901 | 22.03.1903     | 8.11.21 verkauft zum Abbruch        |
| Bedford    | Fairfield, Govan                     | Bauwerft | 19.02.1900 | 31.08.1901 | 11.11.1903     | 21.08.1910 aufgelaufen und gesunken |
| Donegal    | Fairfield, Govan                     | Bauwerft | 14.02.1901 | 4.09.1902  | 5.11.1903      | 1.07.20 verkauft zum Abbruch        |
| Berwick    | W. Beardmore, Govan                  | Humphrys | 19.04.1901 | 20.09.1902 | 9.12.1903      | 1.07.20 verkauft zum Abbruch        |
| Cornwall   | Pembroke Dockyard                    | Hawthorn | 11.03.1901 | 29.10.1902 | 1.12.1904      | 7.06.20 verkauft zum Abbruch        |
| Cumberland | London & Glasgow, Govan              | Bauwerft | 19.02.1901 | 16.12.1902 | 1 .12.1904     | 9.05.21 verkauft zum Abbruch        |
| Suffolk    | Portsmouth Dockyard                  | Humphrys | 25.03.1901 | 15.01.1903 | 21.05.1904     | 1.07.20 verkauft zum Abbruch        |
| Lancaster  | Armstrongs, Elswick                  | Hawthorn | 4.03.1901  | 22.03.1903 | 5.04.1904      | 3.03.20 verkauft zum Abbruch        |